# Malao
Malao (en griego antiguo: Μαλαὼ) fue una antigua ciudad portuaria somalí en territorio de la actual Somalilandia. La ciudad estuvo situada en el sitio de la actual ciudad de Berbera y fue un centro comercial clave  implicado en el comercio entre el mar Rojo y el océano Índico en los siglos tempranos. La ciudad también tenía un importante mercado monetario para los mercaderes que usaba las monedas del Imperio Romano.

## Historia y comercio

Nombres, rutas y localidades del Periplo del mar Eritreo.

La ciudad portuaria antigua de Malao estuvo ubicada en terrenos de la actual ciudad somalí de Berbera. Es mencionada en el  Periplo del mar Eritreo del siglo I d. C.:

"Después de Avalites hay otra ciudad con mercado, mejor que esta, llamada Malao, distante en barco sobre ochocientos estadios. Su rada es abierta, protegida por un espigón desde el Este. Aquí los nativos son más pacíficos. Se importan las cosas ya mencionadas y muchas túnicas y capas de Arsínoe, tejidas y teñidas; copas de beber; láminas de cobre dúctil en pequeñas cantidades, hierro y monedas de oro y planta apenas. Se exporta desde estos lugares mirra, un poco de olíbano (considerado lejano), la más cara canela, duaca, copal y macir indios, que se importan a Arabia; y, raramente, slaves, esclavos."
Cap.8.

 
Aparte de Arabia, los bienes eran también adquiridos y transportados a territorios griegos, romanos y egipcios. Malao logró su esplendor comercial al ser el puerto africano más cercano a Arabia y al ser un área pacífica comparada con otros posibles puertos.